# 加多利灣

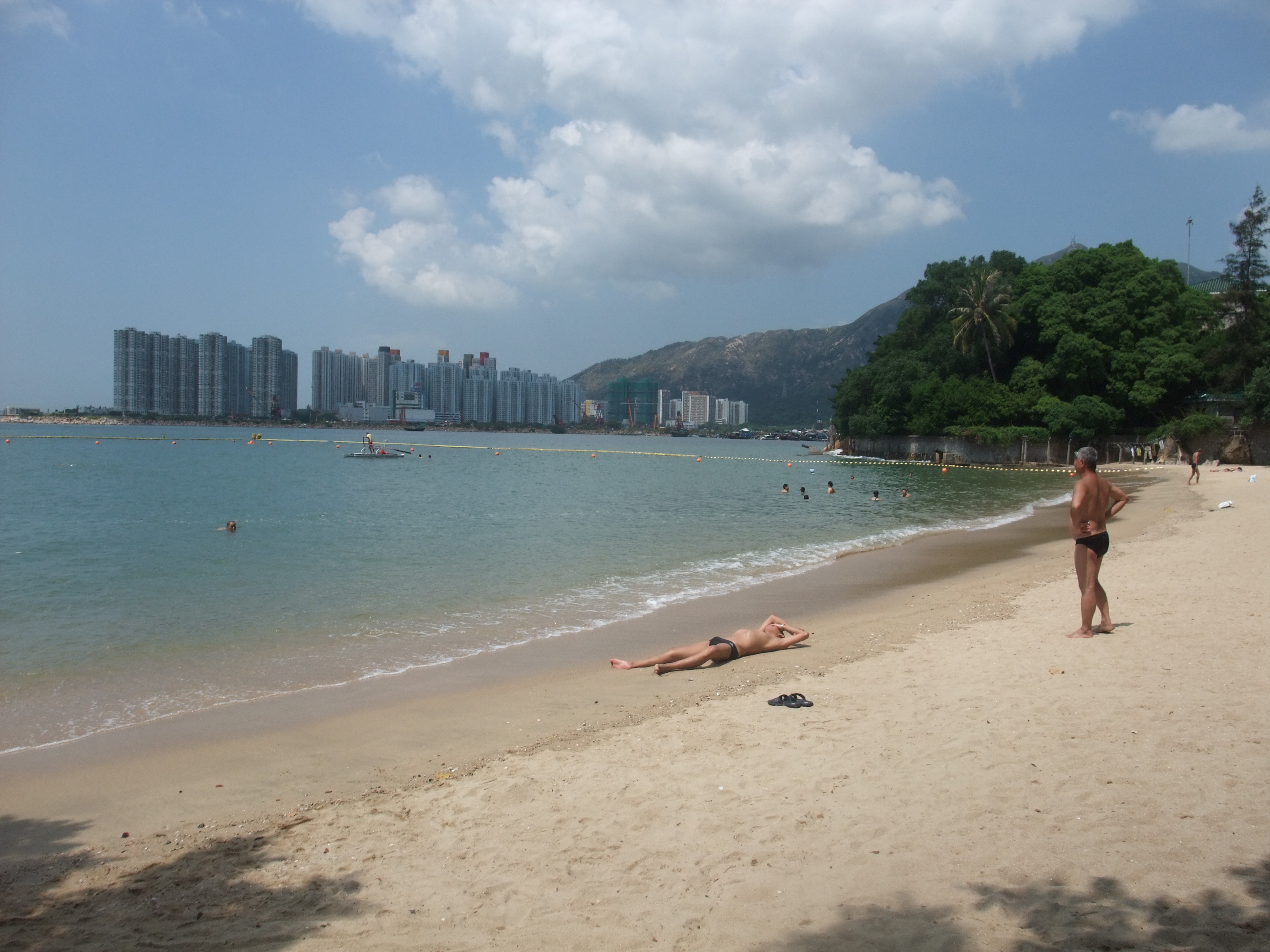
加多利灣泳灘（香港）

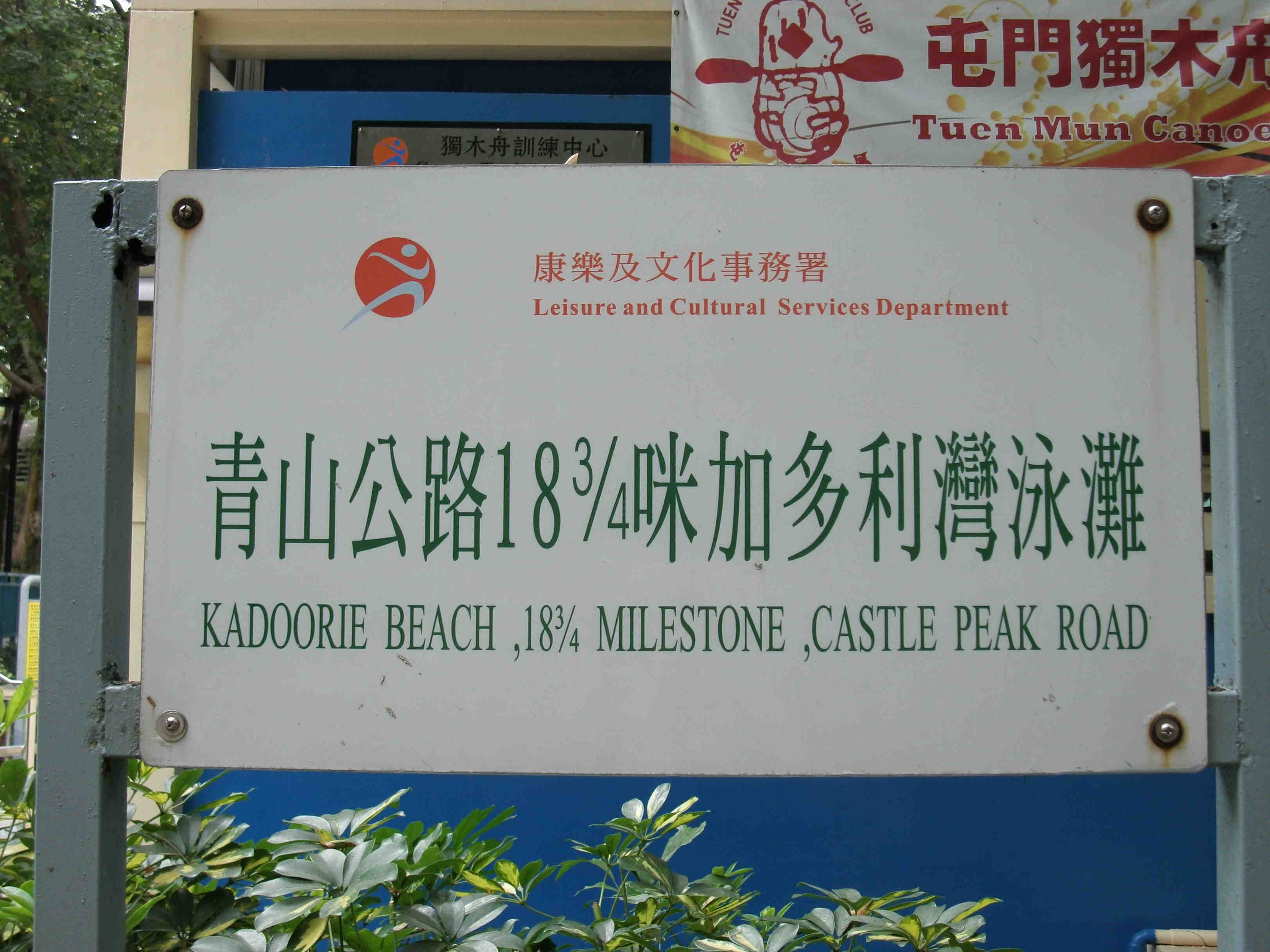
海灘名牌

加多利灣泳灘（英語：Kadoorie Beach）又名為加多利灣或嘉道理灣，位於香港新界屯門青山公路青山灣段或稱青山公路18¾咪，毗鄰青山灣泳灘畔，加多利灣地理位置環境優越，是與舊咖啡灣、新咖啡灣及黃金海岸泳灘相連在同一海岸線之上，合併構成香港裏最長海岸線的海海沙灘，因而得以成為世界著名旅遊勝地之一，從而吸引來自世界各地旅遊人士前來到訪甚至移居附近一帶居住，也吸引了地產開發商在加多利灣至黃金海岸方向發展成旅遊渡假勝地，鄰近黃金海岸酒店及黃金海岸遊艇會，興建低密度豪華住宅洋房，媲美港島南區有過之而無不及，為青山公路金黃地段。
泳灘是以顯赫望族嘉道理命名，現為是由康樂及文化事務署管轄的泳灘。

## 泳灘設施
泳灘有康文署救生員值勤提供服務。
設有男女更衣室、淋浴間和洗手間等設施。
戶外燒烤場區內設有燒烤爐給人士使用。
沿着海灘旁有小型海濱廊徑給遊人緩步，該徑是接連舊咖啡灣、新咖啡灣及黃金海岸泳灘方向。
在海灘右側有兩座相信是古蹟已棄用的砲台，或可給遊人參觀或拍照。

## 嘉道理碼頭

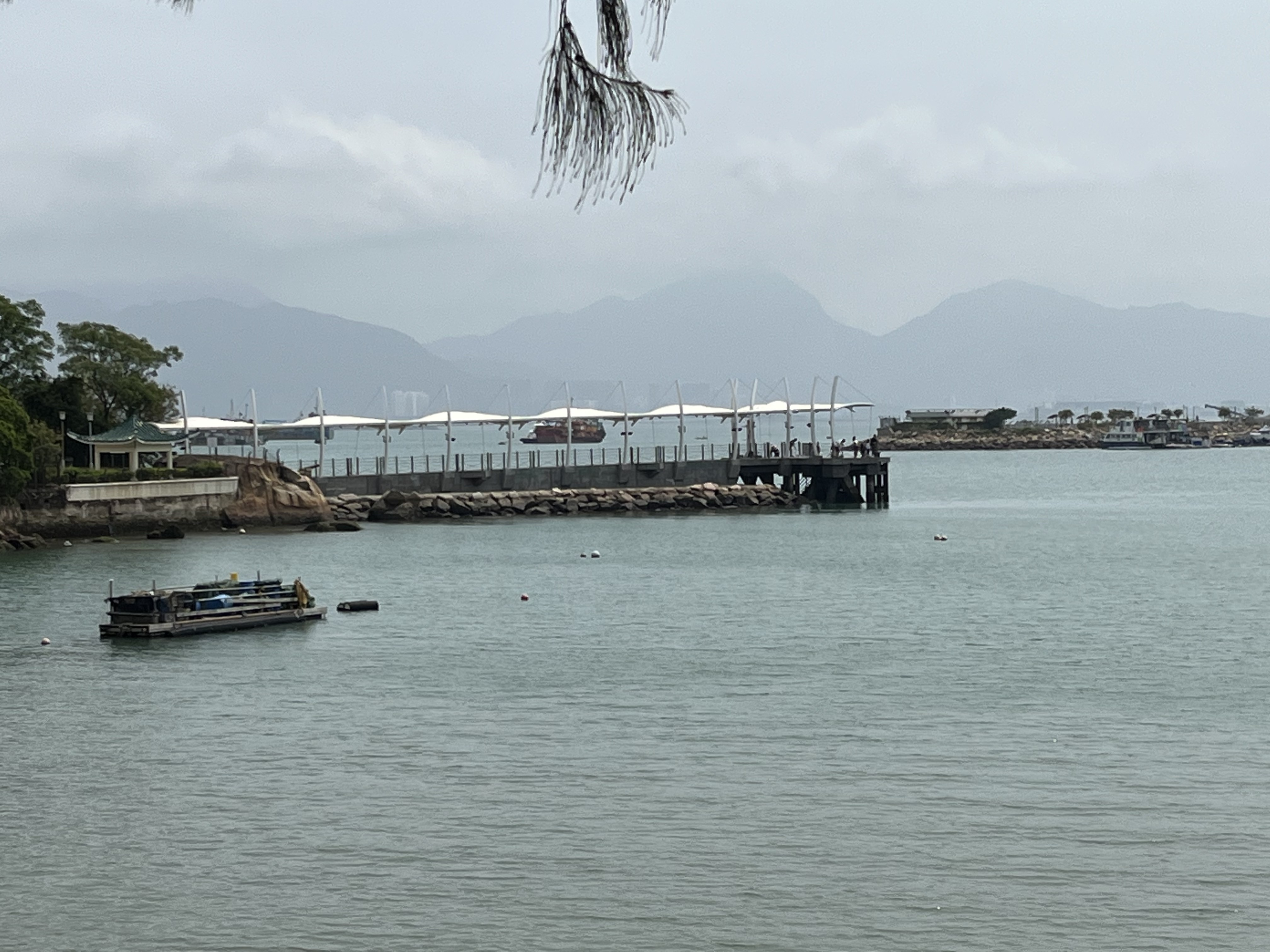
嘉道理碼頭

而在加多利灣與青山灣泳灘之間設有小型公眾碼頭，名為嘉道理碼頭（英語：Kadoorie Pier）同樣是以嘉道理家族命名，根據政府資料顯示該碼頭是原建於1940年代左右；現時的碼頭重建於2003年。

## 鄰近
- 青山灣
- 舊咖啡灣
- 新咖啡灣
- 香港黃金海岸
- 黃金海岸酒店
- 黃金海岸遊艇會

## 交通
遊人可經青山公路前往加多利灣。

## 外部鏈結
1. ↑  . www.lcsd.gov.hk.   [2020-05-07]. （原始内容存档于2019-10-15）.
2. ↑  旅遊網站, UTravel. . UTravel 旅遊網站.   [2020-05-07]. （原始内容存档于2021-05-11） （中文（香港））.
3. ↑  . （原始内容存档于2020-11-02）.
4. ↑  . www.weshare.com.hk.   [2020-05-10]. （原始内容存档于2020-11-06） （中文（香港））.
5. ↑  . Pinterest.   [2020-05-12] （中文）.
6. ↑  . www.info.gov.hk.   [2020-05-07]. （原始内容存档于2008-10-16）.

22°22′35.7″N 113°58′53.2″E / 22.376583°N 113.981444°E